# Medelpads runinskrifter 6
Runinskrift M 6, eller Målstastenen, är en runsten i orten Målsta i Tuna socken och Sundsvalls kommun i Medelpad. 
Stenen är av gnejs, 1,4 meter hög, 90 cm bred och 25–40 cm tjock. Runhöjden är 10–11 cm. Ristningsytan som är vänd åt sydsydväst är knölig och ojämn och därför svårläst. Tolkningen bygger på äldre uppteckningar. Den från runor översatta inskriften följer nedan:

## Inskriften
Translitterering av runraden:
[(a)(n)ut riti stin þina a-ti- hakun faþuR ...]
Normalisering till runsvenska:
Anundr retti stæin þenna æ[f]ti[R] Hakon, faður ...
Översättning till nusvenska:
Anund reste denna sten efter Håkan, (sin) fader.